# 검은발나무쥐
검은발나무쥐(Mesembriomys gouldii)는 쥐과에 속하는 설치류의 일종이다. 나무 위에서 생활하는 수상성 동물로 오스트레일리아나무쥐속에 속하는 두 종의 하나이다. 오스트레일리아 북부 지역에서 발견된다. 오스트레일리아에서 발견되는 가장 큰 쥐과 동물 중 하나이다. 엽식 동물이자 과식 동물이며, 흰개미와 연체동물 같은 무척추동물을 보조적으로 먹는다.
검은발나무쥐는 회색빛 갈색을 띠고, 털투성이 거친 털을 가지고 있으며 아랫배 쪽은 하얀 크림색이다. 뒷발은 검고, 발바닥이 잘 발달해 있고, 강하고 날카로운 발톱을 갖고 있다. 큰 귀와 끝에 흰 털을 가진 붓꼬리 형태의 긴 꼬리가 있다. 몸무게가 최대 830g까지 자란다. 키는 일반적으로 250~310mm이고, 길이는 320~420mm이다. 분포 지역은 퀸즐랜드주의 케이프요크반도 사바나 지역부터 서쪽으로 웨스턴오스트레일리아주 킴벌리 지역까지이다. 열대 삼림 지역 또는 앞이 트인 숲이 나무쥐가 살기 적당한 서식지이다. 분포 지역에서 흔하게 발견되지 않고, 최근 10년 간 개체수의 30~50%가 감소했다. 개체수는 30,000마리로 추산된다. 검은발나무쥐는 독거 생활을 하는 야행성 동물이고, 낮 동안에는 판다누스 나무 구멍 속에 몸을 감추고 나무 위에서 생활하는 수상성 동물이다.